# Mikola Szemenovics Szamokis
Mikola Szemenovics Szamokis (Nyizsin, 1860. október 25. – Szimferopol, 1944. január 18.) kozák származású ukrán festő és illusztrátor.
Az első világháború alatt az Oroszország Napja hetilap tudósítója volt, amely Oroszország egyik legnépszerűbb hazafias folyóirata volt 1910 és 1917 között. 1941-ben Sztálin-díjat kapott.

## Élete
Apja postás volt; valószínűleg magyar származású. Ifjúságát Noszivkán töltötte kozák anyai nagyapja családjával. Később a nyizsini klasszikus gimnáziumban (napjainkban (Nyizsini Állami Egyetem) végzett. Első kísérlete, hogy beiratkozzon a szentpétervári Cári Művészeti Akadémiára nem járt sikerrel. Bogdan Villevalde professzor egyik munkatársától segítséget kapott, így felvételt nyert az akadémiára, és ott tanult 1879-től 1885-ig Michail Clodt von Jürgensburg és Valerij Jakobi mellett. Számos díjat nyert. A séta című festményét Pavel Mihajlovics Tretyjakov vásárolta meg.
1885 és 1888 között Párizsban tanult Edouard Detaille-nél. Amikor visszatért, Franz Roubaud-val a Kaukázusba utazott, hogy a tifliszi hadtörténeti múzeum panorámájához készítsen néhány nagy alkotást. 1889-ben feleségül vette a jól ismert könyvillusztrátort, Jelena Szudkovszkaját. A következő évben akadémikusnak nevezték ki. 1894-től 1918-ig az Akadémián tanított, ahol 1913-ban professzor lett.

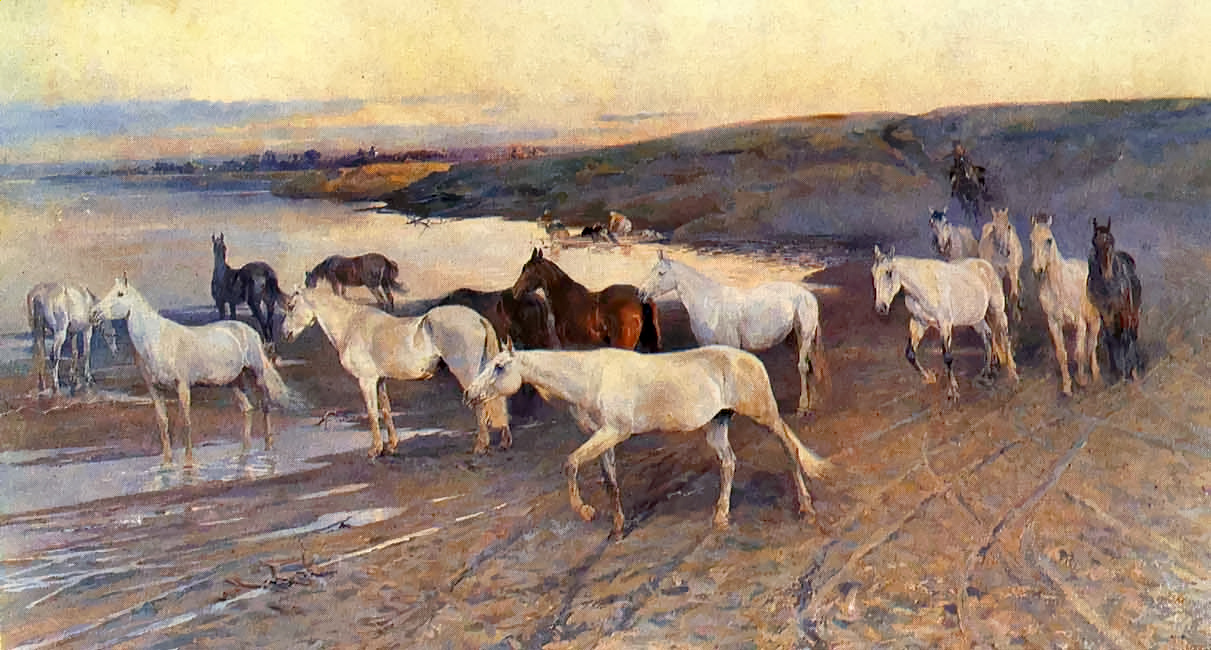
Kancák csordája az itatónál, a festmény, amellyel akadémikusi rangot kapott

1904-ben a Nyiva magazin megbízásából az orosz–japán háború idején a frontra utazott, és festményalbumot készített. 1915-ben néhány tanítványával az akadémián megalakították a „Művészeti Osztagot”, és a keleti frontra mentek vázlatokat készíteni. Az 1917-es oroszországi forradalmak idején elvált feleségétől, az asszony Párizsba ment, és ott halt meg 1924-ben, bár egyes források szerint visszatért Oroszországba, és Viborgban halt meg.
1918-ban, a régi akadémia megszüntetése után a dél-oroszországi fegyveres erőkkel Jaltába, majd 1922-ben Szimferopolba költözött, ahol művészileg tehetséges fiatalokat tanított, és végül hivatalos állami elismerést kapott, művészeti iskolát szervezhetett. 1934-ben megbízatását kapott: ügyvezető tanácsadóként tevékenykedett egy gigantikus panorámakép létrehozásában, amely Perekop ostromát ábrázolta. 1936 után a harkovi művészeti intézetben dolgozott.
Az általa készített több ezer könyvillusztráció közül talán a legfigyelemreméltóbbak Marko Vovcsok, Ivan Nyecsuj-Levickij, műveihez készítettek; Nyikolaj Gogol: Tarasz Bulba és Nyikolaj Kutepov: A nagyfejedelmi, cári és imperátori vadászat Oroszországban című könyv. Feleségével együtt dolgoztak a Holt lelkek illusztrálásán, és falfestményeket készítettek Carszkoje Szelo-i vasútállomásra..

Pannók a vicebszki vasútállomáson
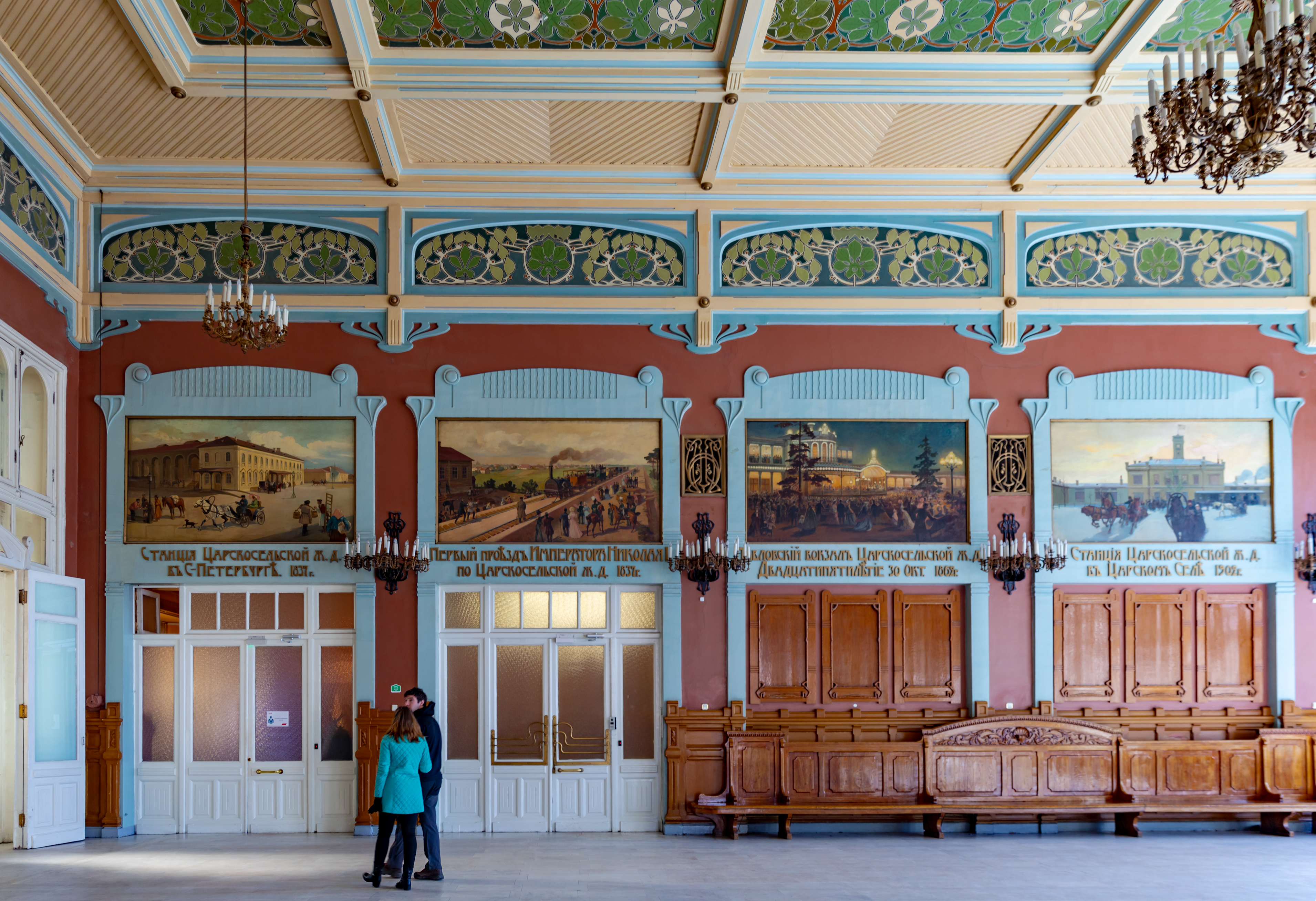
Pannók váróteremben (1.)
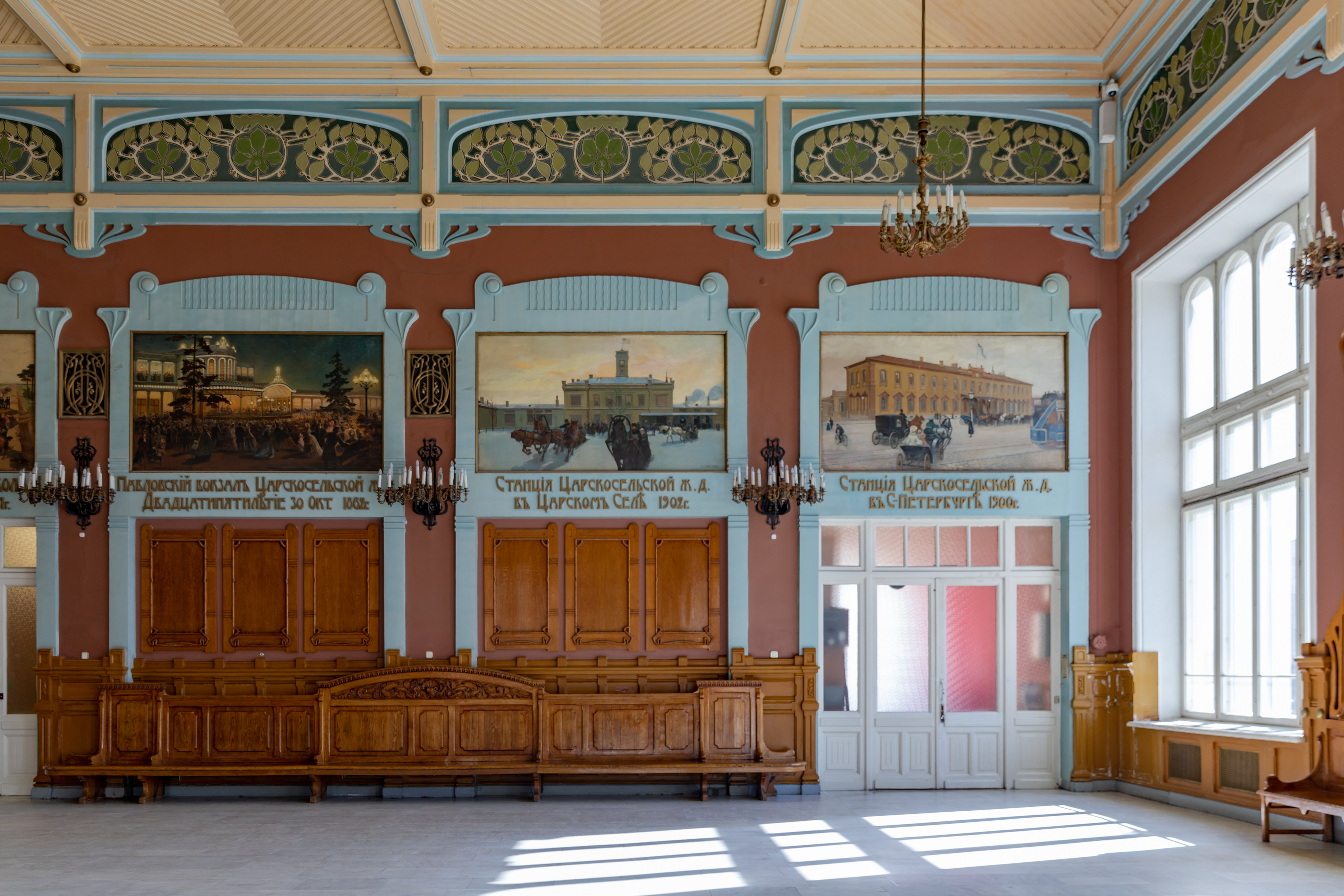
A váróteremben (2.)

## Emlékezete
- Röviddel a második világháború befejezése után harkivi műhelyében kiállítást rendeztek korai munkáiból.
- 1966-ban egy dokumentumfilm foglalkozott a munkásságával.

## Képgaléria

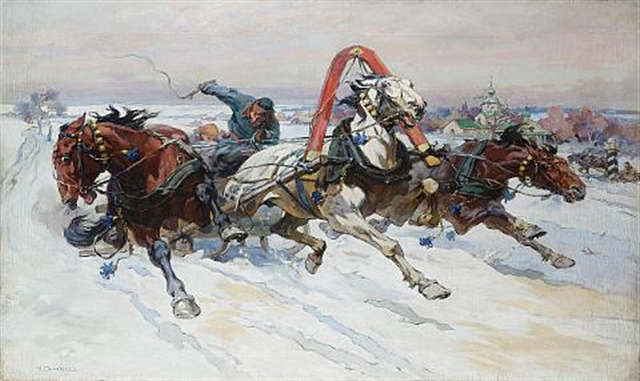
A száguldó trojka (1905 előtt)
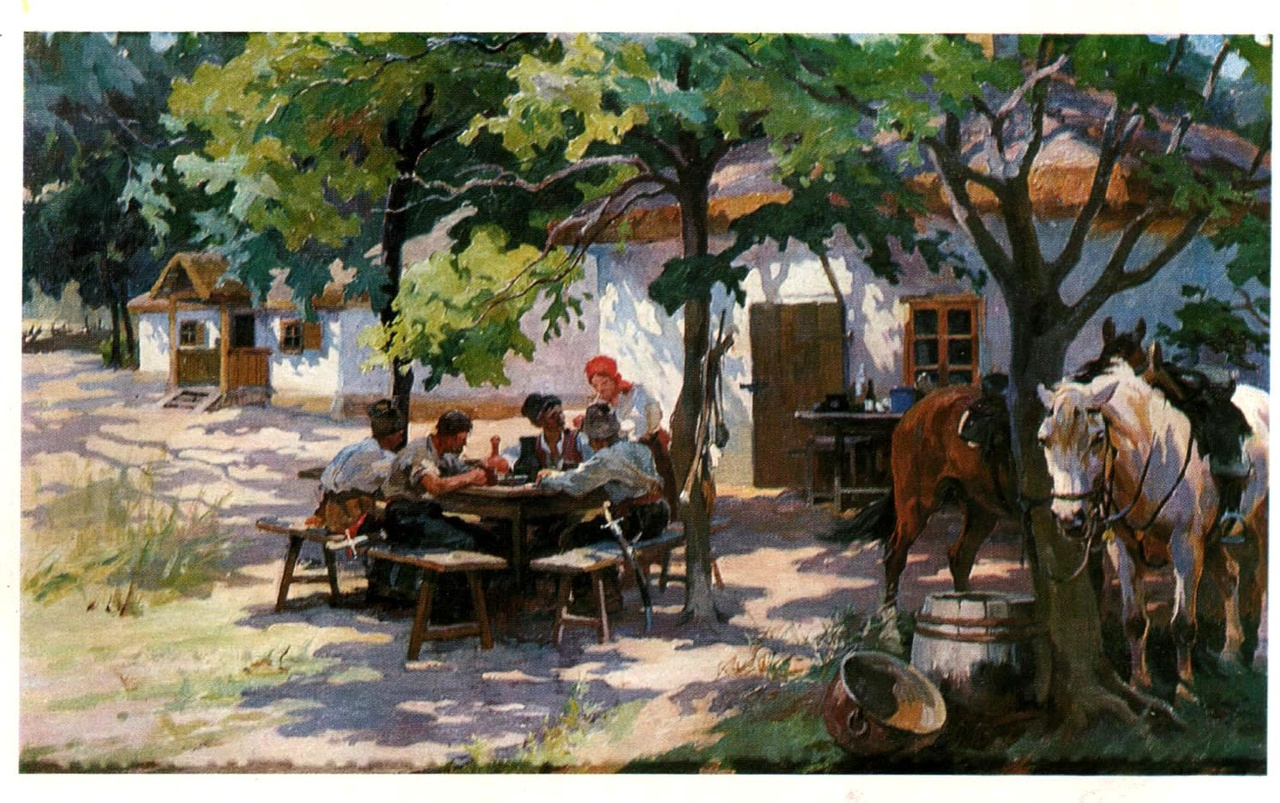
Kozákok egy kocsmában (1917)
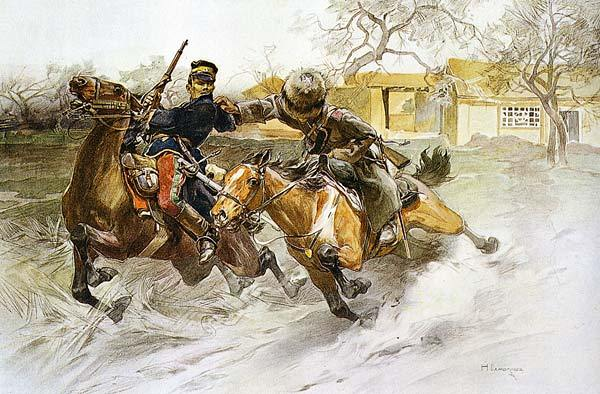
Üldözés (1908)
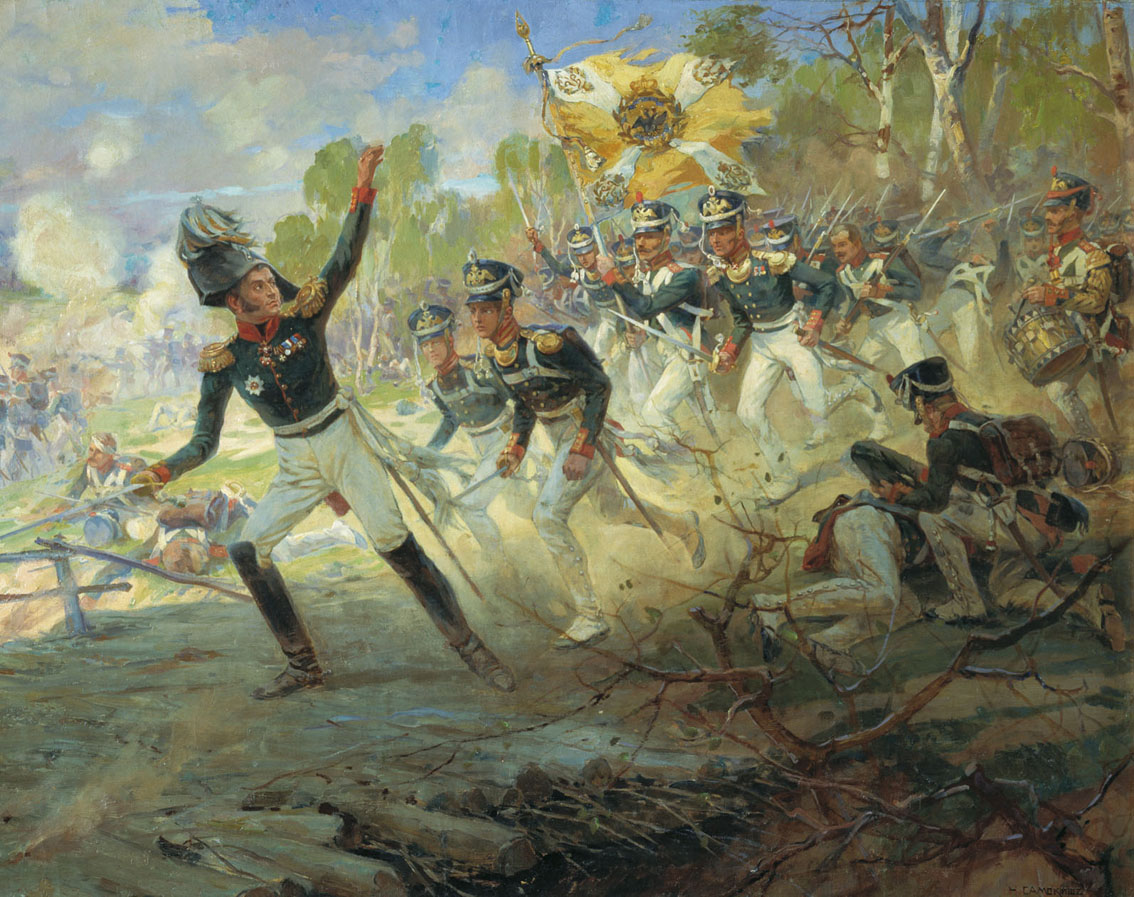
Rajevszkij tábornok bátorsága (1912)

## Fordítás
- Ez a szócikk részben vagy egészben  a   Nikolay Samokish című angol Wikipédia-szócikk ezen változatának fordításán alapul.  Az eredeti cikk szerkesztőit annak laptörténete sorolja fel. Ez a jelzés csupán a megfogalmazás eredetét és a szerzői jogokat jelzi, nem szolgál a cikkben szereplő információk forrásmegjelöléseként.